# The New Times
The New Times (до 2007 года — «Новое время») — российское интернет-издание, ранее — еженедельный общественно-политический журнал. Главный редактор — Евгения Альбац.
Издавался в печатной версии с 1943 по 2017 год. Объём журнала 64 полосы. Периодичность выхода: еженедельно по понедельникам. Тираж издания: 50 000 экземпляров. В настоящее время — интернет-издание.
26 октября 2018 года The New Times был назначен самый крупный штраф для СМИ в российской истории в размере 22 миллионов 250 тысяч рублей.

## История журнала
Политический журнал, издание газеты «Труд». Начал выходить в июне 1943 года в Москве, первоначально 2 раза в месяц на русском языке (до июня 1945 под названием «Война и рабочий класс»). С января 1947 выходит еженедельно. Издавался на русском, английском, французском, немецком, испанском, польском, чешском и арабском языках (по состоянию на 1974 год), а с середины 80-х — также и на итальянском языке.
Освещал внутреннее и международное положение СССР, проблемы советской внешней политики, актуальные события международной жизни. В советские времена журнал «Новое время», который специализировался тогда на освещении событий за рубежом, заметно выделялся на общем фоне отсутствием оголтелой критики западного общества. Взлёт его популярности пришёлся на перестройку, но затем тиражи снизились. В советское время большинство зарубежных корреспондентов журнала, по свидетельству ветерана издания, писателя Леонида Млечина, были разведчиками ПГУ и ГРУ.
10 декабря 2007 года в журнале была опубликована статья Натальи Морарь «Чёрная касса Кремля» — о фонде, через который во время парламентских выборов 2007 года были незаконно поставлены в зависимость все основные политические партии России от «Единой России» до оппозиционных СПС и «Яблока». В 2008 году через российское посольство в Молдавии Морарь получила официальное уведомление ФСБ РФ, о том, что она представляет угрозу безопасности России.
Сайт журнала The New Times с 2006 года стал порталом с самостоятельным брендом NewTimes.ru. На сайте представлены новости, прямые телеэфиры с гостями, видео- и аудиокомментарии политиков, деятелей культуры, известных людей. Широкую известность портал приобрел после серии видеорепортажей с Маршей несогласных в Москве.
В сентябре 2013 года издатель The New Times Ирена Лесневская подарила журнал главному редактору Евгении Альбац. В ноябре 2013 года Альбац в обращении к читателям заявила: «Единственным владельцем журнала будет гражданское общество России… И в этом — уникальность The New Times: он станет первым общественным журналом в стране». Она призвала читателей подписаться на журнал, поставив цель собрать 20 тысяч подписок — число, необходимое для продолжения издания.
1 февраля 2016 года Роскомнадзор вынес первое предупреждение за всё время существования журнала за нарушение статьи 4 Закона Российской Федерации «О средствах массовой информации» (злоупотребление свободой массовой информации), поскольку при упоминании украинского движения «Правый сектор» в статье «Лишь бы не было войны» редакцией не было указано, что данная организация запрещена в России. РБК отмечало, что в этот же день журнал опубликовал статью о предполагаемой старшей дочери президента РФ Владимира Путина Марии Воронцовой, а сайт The New Times оказался недоступен для посетителей, причиной чему, по словам Альбац, стали мощные DDoS-атаки.
26 августа 2016 года издательство «Пушкинская площадь» (принадлежащее предпринимателю Александру Мамуту), с которым журнал сотрудничал с 2008 года, отказалось печатать очередной номер. Причиной называлась отсутствие технической возможности выпустить тираж. В итоге тираж был отпечатан в другой типографии, но в два раза меньшим объёмом (25 тыс. номеров). Как отмечали сотрудники журнала, в номере должна была выйти статья про нооскоп — «прибор, регистрирующий изменения в ноосфере», упоминающийся в научных работах главы администрации президента Антона Вайно.
В декабре 2016 года было объявлено о прекращении выхода журнала в розничную продажу ради снижения издержек; Альбац предложила читателям оформить подписку, отметив, что уже собранных денег редакции не хватит даже до весны 2017 года.
В мае 2017 года журнал получил предупреждение от Роскомнадзора за интервью «Из Калуги с джихадом» с террористом ИГИЛ родом из Калужской области, опубликованное в номере за 13 марта 2017 года, поскольку, по мнению надзорного органа, оно содержало признаки оправдания терроризма.
В июне 2017 года главный редактор Евгения Альбац объявила, что выпуск печатной версии журнала прекращается, но интернет-версия продолжит работать.
28 февраля 2022 года Роскомнадзор заблокировал в России сайт The New Times по требованию Генеральной прокуратуры РФ. Ранее под угрозой блокировки от него требовали удалить материалы, посвященные войне. Роскомнадзор требовал ссылаться только на «официальные российские источники» и называть российское вторжение на Украину «специальной военной операцией с целью защиты населения региона», в ходе которой «удары наносятся исключительно по объектам военной инфраструктуры».

## Главные редакторы
- 1969—? — Наумов Павел Алексеевич
- ?—1986 — Фёдоров Михаил Александрович
- 1986—1990 — Игнатенко Виталий Никитич[22]
- 1990—2006 — Пумпянский Александр Борисович[23]
- февраль 2007 — август 2007 — Шакиров Раф Салихович
- август 2007 — январь 2009 — Лесневская Ирена Стефановна
- январь 2009 — настоящее время — Альбац Евгения Марковна

## Награды
- В 2005[24] и 2008[25] годах издание получило премию имени Герда Буцериуса «Свободная пресса Восточной Европы».
- В 2012 году журнал получил Публицистическую премию «ПолитПросвет» фонда «Либеральная миссия» в номинации «Grata», призванной выделить лучшее издание, занимающееся просвещением по политическим вопросам[26].

## Судебные процессы

### Дело Гордеюка
В декабре 2013 года Пресненский суд Москвы удовлетворил в полном объёме иск бывшего и действующего судей Мосгорсуда к The New Times и его обозревателю Зое Световой в размере 1,1 млн рублей (так называемое «Дело Гордеюка»). Поводом к судебному разбирательству стала опубликованная в журнале статья «Плагиаторы в мантиях», где рассказывалось о выводах сообщества «Диссернет» о многочисленных заимствованиях в диссертации судьи Дмитрия Гордеюка из научных работ его коллеги Юрия Беспалова.

### Обвинение в сокрытии доходов
26 октября 2018 года было сообщено, что мировой судья судебного участка № 367 Тверского района города Москвы назначил журналу The New Times штраф в размере 22 миллионов 250 тысяч рублей. Дело рассматривалось по статье 13.15.1 КоАП (непредоставление либо несвоевременное предоставление редакцией средства массовой информации, вещателем или издателем информации о получении денежных средств). В интервью СМИ Евгения Альбац не сказала о том, какую именно сумму, по мнению правоохранительных органов, не задекларировал журнал (статья 13.15.1 КоАП подразумевает штраф, кратный этой сумме), но заявила, что она планирует обжаловать решение суда. Согласно тексту судебного постановления, опубликованного на сайте: http://mos-sud.ru/ms/367/act/as/?id=14419241&year=2018 Архивная копия от 7 января 2019 на Wayback Machine, изданию присужден административный штраф в размере однократной суммы денежных средств, которые получены редакцией и издателем средства массовой информации. Согласно тексту судебного постановления, в период с 06.04.2017 г. по 05.03.2018 г. на счет организации от НКО «Фонд поддержки свободы прессы», выполняющего функции иностранного агента, поступила 18 платежами сумма, о которой издание не отчиталось и штраф в размере которой был ей присужден.
Адвокат The New Times Вадим Прохоров объяснил суть предъявленного обвинения: поддерживавший The New Times Фонд поддержки свободной прессы был в 2015 году объявлен иностранным агентом. В том же 2015 года в закон о СМИ была внесена статья 19.2 о необходимости предоставления информации в Роскомнадзор, если получаешь иностранное финансирование. The New Times начал информировать Роскомнадзор о получении средств от иностранного агента только во втором квартале 2018 года. Несмотря на то, что срок давности по данной статье составляет 3 месяца, в октябре 2018 года суд постановил взыскать с журнала весь объём его финансирования (не только от Фонда поддержки свободной прессы) с первого квартала 2017 года по второй квартал 2018 года.
27 октября 2018 представитель ОБСЕ по вопросам свободы СМИ Арлем Дезир заявил, что такой огромный штраф для журнала The New Times «наносит ущерб свободе СМИ» в России и призвал власти отменить его.
В ходе краудфандинговой кампании с 9-го по 13 ноября 2018 The New Times собрал сумму, необходимую для уплаты самого крупного штрафа для СМИ в российской истории. Евгения Альбац подала кассационную жалобу об отмене решения о штрафе в Верховный суд. По словам адвоката Вадима Прохорова, Верховный суд также отклонил жалобу, журнал обратился в Европейский суд по правам человека.